# Helena Czartoryska

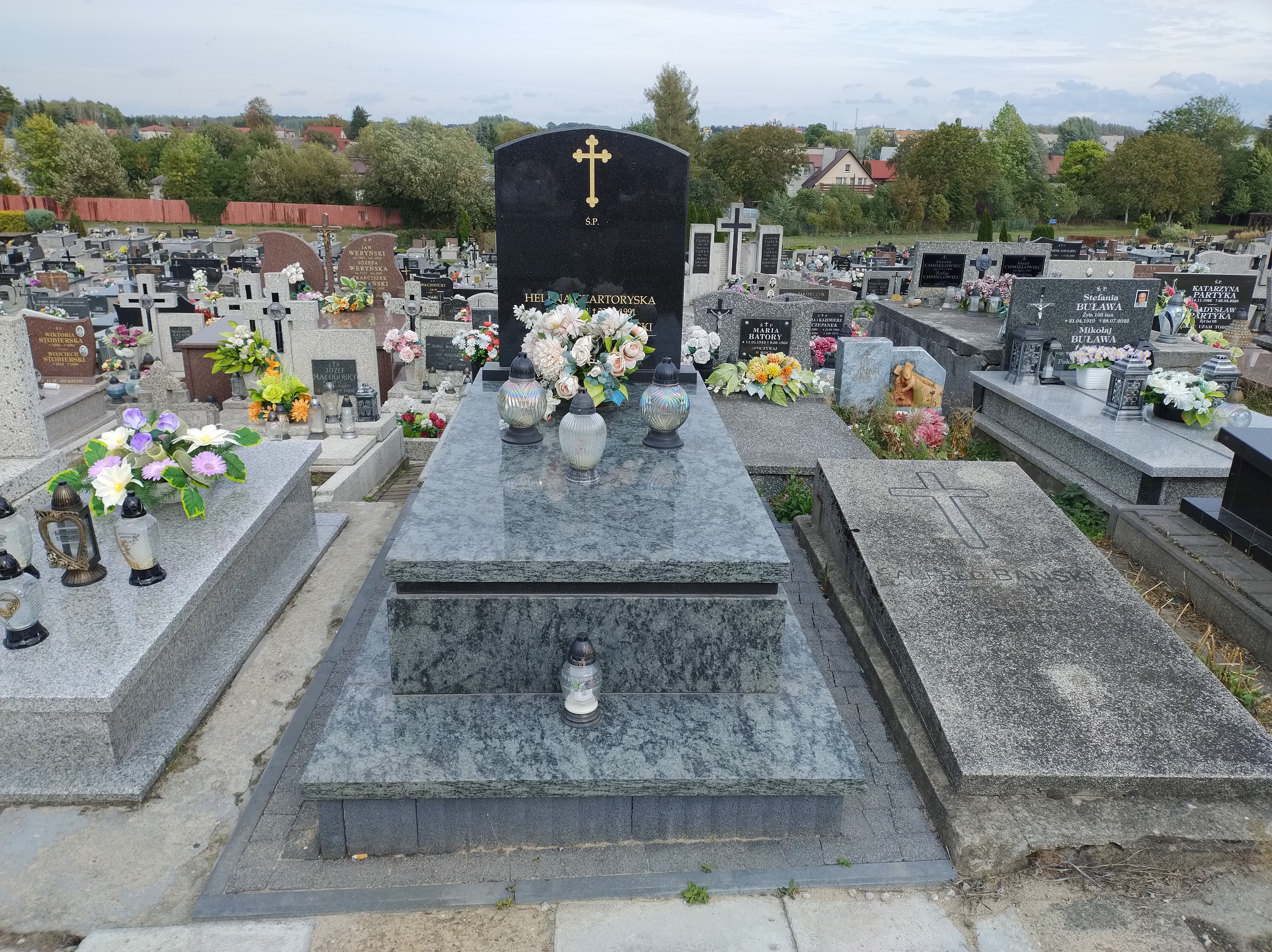
Grób Heleny Czartoryskiej na cmentarzu parafii Wszystkich Świętych w Kolbuszowej (2024)

Helena Czartoryska (ur. 15 listopada 1921, zm. 23 marca 1991) – polska „Sprawiedliwa wśród Narodów Świata”.

## Życiorys
W trakcie II wojny światowej przygarnęła żydowską dziewczynkę urodzoną we wrześniu 1941 r. (Rachel Kalfuss). Mieszkała wówczas w Kolbuszowej nieopodal Rzeszowa uciekając tam przed Armią Czerwoną. Czartoryska, której dziecko (córka Krystyna) zmarło niedługo po porodzie w 1939 r., zdecydowała się ochrzcić dziewczynkę i nadać jej imię Marysia. Mimo gróźb podejrzliwych sąsiadów i prób szantażu (została nawet oskarżona o pomoc Żydom jednak zarzuty oddalono) Czartoryska z wielkim poświęceniem i dużym osobistym ryzykiem wychowała Rachelę-Marysię jak własną córkę. Dzięki temu przetrwała wojnę. 
Po jej zakończeniu, odnalazła się żydowska rodzina Rachel i sprowadziła ją do Izraela, mimo błagania Heleny, by pozostawić ją przy niej. Helena do końca życia czekała na spotkanie ze swą ukochaną, przyszywaną córką. Do Kolbuszowej przyjechała dopiero po 45 latach, jednak już po śmierci Czartoryskiej. 
Pamięć o bohaterstwie Heleny Czartoryskiej została utrwalona na wystawie Muzeum Polaków ratujących Żydów podczas II wojny światowej. 
Helena Czartoryska jest pochowana na cmentarzu parafialnym w Kolbuszowej (sektor B2, nr rzędu: 1, nr grobu: 37). 
27 stycznia 1993 r. Instytut Jad Waszem uhonorował Helenę Czartoryską medalem „Sprawiedliwy wśród Narodów Świata”.